# 印巴分治
印巴分治（英語：Partition of India，Bhārat kā Vibhājan 或 ，Hindustān kā Batwārā；印度斯坦語：ہندوستان کی تقسیم‬，Hindustān ki Taqseem）是指于1947年8月14日和15日发生在印度次大陆的历史事件，由於人數較多的印度教徒和人數較少的伊斯蘭教徒之間的宗教對立日益激化，大英帝國統治下的英屬印度解體，誕生印度聯邦和巴基斯坦自治領（包括今日巴基斯坦和孟加拉國大部分地區）的兩個新國家。分治後又有印巴統一的思潮和嘗試。
協議還包括了印度政府部門的資產、包括印度公務員、印度陸軍、皇家印度海軍、印度鐵路和中央財政，以及其他行政服務。印巴分治使得印度和巴基斯坦獲得了獨立，然而兩國的對立直至今日都在繼續。因兩國戰爭而流離失所者達1,250萬，傷亡估計達數10萬到100萬不等（大多數人估計於1947年間越過印巴邊境的人數約有1,000萬到1,200萬不等）。各土邦可自行決定是加入印度或巴基斯坦或選擇獨立。分治条款未涉及孟加拉国的独立问题，也没有谈及不屬英属印度管理下的锡兰和後來和英屬印度分開的缅甸分治问题。缅甸于1948年1月4日独立，锡兰于1948年2月4日独立；孟加拉国随1971年的孟加拉国独立战争之后自巴基斯坦独立。尼泊尔、不丹曾为英国的保護國，但一直不属于英属印度，不受分治相关条约影响。由于当时分治条款只涉及现代的印度和巴基斯坦二国的划分问题，汉语常称之为“印巴分治”。

## 背景

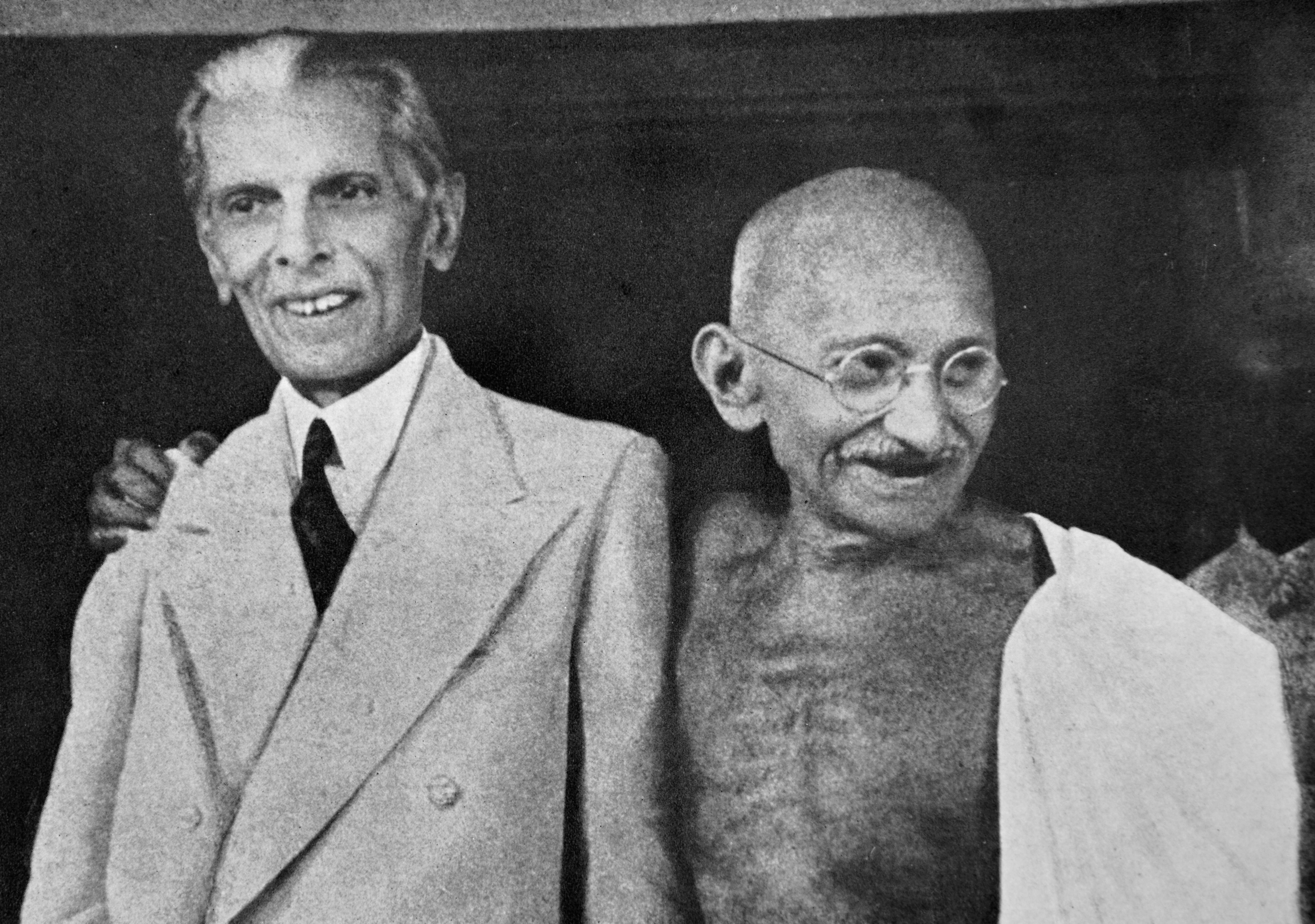
真納（左）和甘地（右）

### 宗教因素
於1906年，全印穆斯林聯盟（AIML）已在達卡成立。穆斯林懷疑印度國大黨的大多数成员为印度教徒。穆斯林抱怨在国大党中穆斯林成員沒有与印度教成員相同的權利。因此在各个时期提出了不同的方案。阿拉马·伊克巴勒在1930年穆斯林聯盟就職演說中提出，在印度教為主的印度次大陸中，有必要成立一個獨立的穆斯林國家。

### 「兩國論」

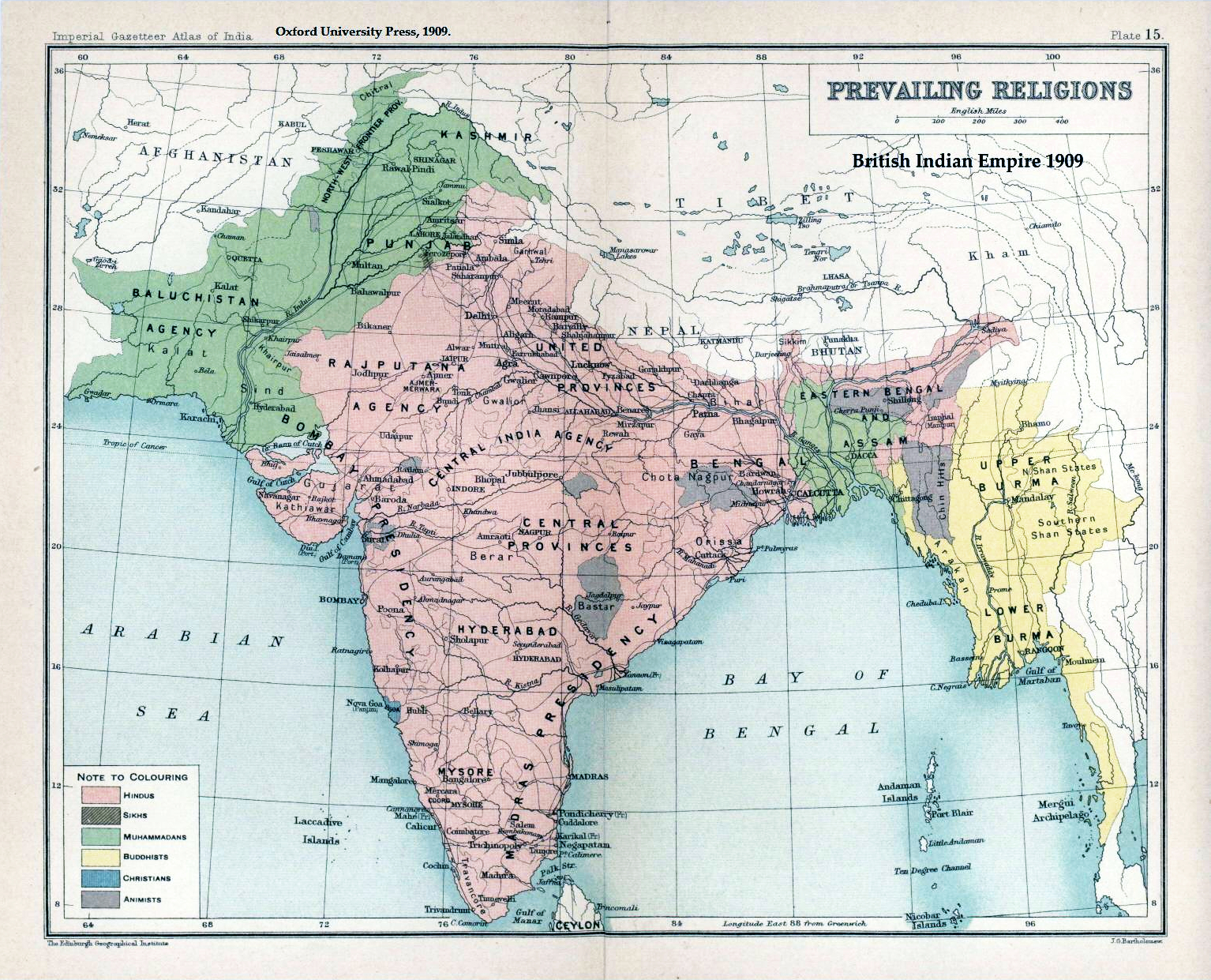
英屬印度中印度教徒和伊斯蘭教徒的分佈（粉色是印度教，綠色是伊斯蘭教，黃色是佛教），時間約為1909年

英國雖然在二戰中取得勝利，然而其國力在戰爭中嚴重受損，失去了其強國的地位。加之非殖民化運動的興起，英國最大的殖民地英屬印度的解體已經不可避免。然而，在當時的印度，多數派印度教徒和少數派伊斯蘭教徒之間的對立日益激化，特別是以穆罕默德·阿里·真納為領導者的全印穆斯林聯盟在1940年的拉合爾決議上鼓吹「二民族論」，強烈主張印度教徒和伊斯蘭教徒的分離。一些歷史學家則認為，真納是以獨立作為要挾，換取西部穆斯林較多的省份獲得更多的自治權。圣雄甘地強烈反對這些分離思想，提倡實現統一印度。印度國民大會黨也出於政教分離和世俗主義的立場而對因宗教的分離表示謹慎，印度共產黨和印度民族主義者雖然也有各自的反應，但都未能阻止分裂的大勢。

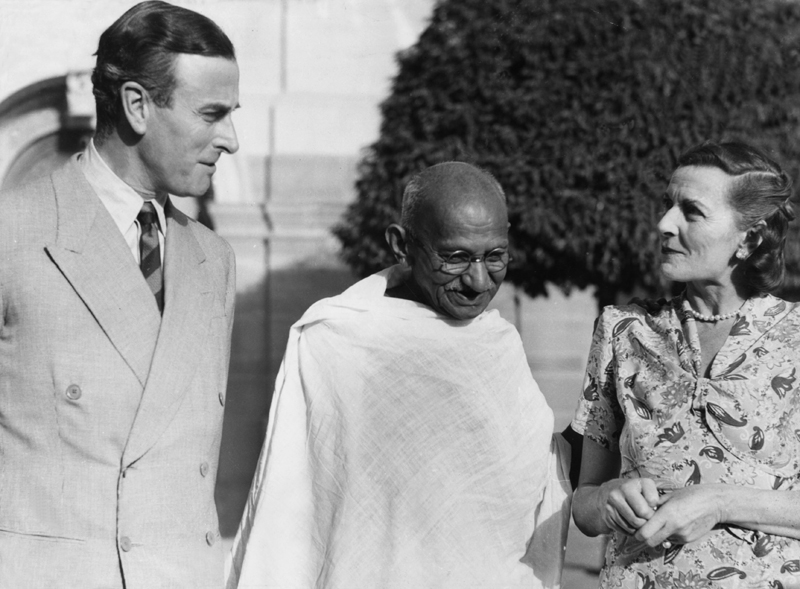
蒙巴頓總督（左）和甘地（中）

### 分割的確定
英國在當時規劃了由印度教徒較多的地區的印度斯坦、伊斯蘭教徒較多的地區的巴基斯坦、同時保留各土邦，由這三者組建獨立的「印度联邦」的獨立方案，但未能獲得共識。因此，末代印度總督路易斯·蒙巴頓放棄了將印度統一的計劃。1947年6月4日，蒙巴頓聲明將在這一年的8月15日通過將英屬印度分為印度和巴基斯坦兩個國家的方式來實現印度的獨立（也包括印度高等文官、印度軍队、印度鐵路的分割）。另外，獨立後的政治框架暫時按照英國制定的1935年印度統治法實施。7月18日實施的1947年印度獨立法規定，英屬印度分為印度和巴基斯坦兩個新國家，兩國在各自的憲法（印度憲法及巴基斯坦憲法）實施之前是英聯邦的自治領（和加拿大及澳大利亞地位相同，在國際法上是獨立國家）。

### 雷德克里夫線
蒙巴頓宣稱將實施分治到實際分治只有兩個月多的時間。而伊斯蘭教徒占多數的地區分別在英屬印度東西兩地也是嚴重的問題。因此，西部的旁遮普地區和東部的孟加拉地區被印度和巴基斯坦兩國分割。旁遮普地區被分為旁遮普省和旁遮普邦（之後又分為哈里亞納邦、喜馬偕爾邦和昌迪加爾），孟加拉地區則被分為東巴基斯坦和西孟加拉邦。而劃分界線的工作是由之前和印度毫無關係的英國邊界委員會主席西里爾·雷德克里夫擔任的，因此這條分割線（分離独立後即是兩國的國境）被稱為雷德克里夫線。這條分割線直到獨立当天才公佈。孟加拉地區的劃分接近1905年的孟加拉分割令，旁遮普地區由於過去並未進行過分割，發生了大規模的混亂。

### 混乱及衝突
在這兩個地區，居住在印度教徒地區的伊斯蘭教徒逃往伊斯蘭教徒地區，而伊斯蘭教地區的的印度教徒和錫克教徒則逃往印度教徒地區。這番遷移中不少都是強制遷移，使進行遷移的人們成為難民。短時間內的大規模人口流動引發了大混亂，特別是在旁遮普地區，兩教徒之間發生了難以計數的衝突和暴動、屠殺以及報復。據理查德·西蒙茲的研究，即使是最保守的估計，也有至少50萬人在衝突中喪生，一千二百萬人無家可歸。在這時兩者之間產生的不信任和憎惡對之後的印巴關係都產生了影響。在加爾各答，由於甘地的努力，屠殺逐漸得到控制。

## 結果
巴基斯坦在8月14日宣佈獨立，印度則在8月15日宣佈獨立。真納成為巴基斯坦總督（英語：Governor-General of Pakistan），賈瓦哈拉爾·尼赫魯則成為新生獨立印度的總理。然而，實現獨立的過程，以及獨立后兩國的歷史都並不平坦。許多宗教移民在來到印度或巴基斯坦之後都面臨融入當地社會的困難。不同宗教教徒之間的衝突和種族清洗仍有發生。

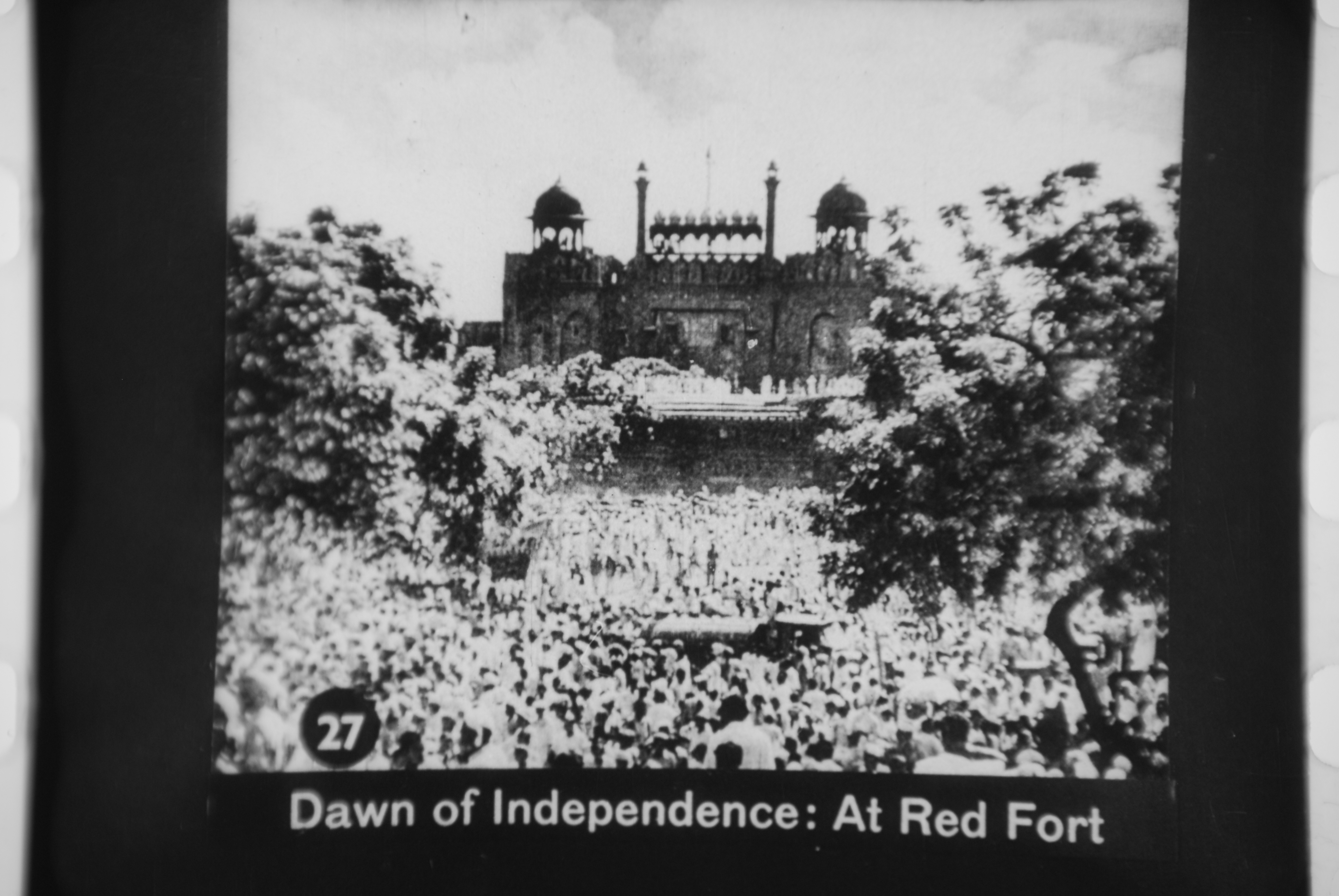
獨立當天的德里紅堡

### 大都市貧民窟
對保守派英國人來說，印巴分治印證了之前印度總督寇松侯爵的發言，大英帝國不再是世界強國。而逃往印度的印度教徒及錫克教徒難民，以及逃往巴基斯坦的伊斯蘭教徒難民大多集中在德里、孟買、加爾各答、卡拉奇、拉合爾、達卡等兩國的大都市。在這些大都市因此產生了巨大的貧民窟，兩國產生了巨大的都市貧困階級，成為社會的不穩定因素。

### 暗殺甘地
印度教徒和伊斯蘭教徒之間的互不信任，可說是對提倡兩者之間融合的甘地的一個反彈。民族義勇團等印度民族主義者認為甘地對伊斯蘭教徒和巴基斯坦太過讓步。終於在1948年1月30日，甘地被狂熱的印度民族主義者南度蓝姆·高德西在德里暗殺，提倡非暴力的甘地自己卻在暴力中犧牲。

### 印巴戰争
許多土邦在當時印度副總理薩達爾·瓦拉巴伊·帕特爾的巧妙交涉下決定歸屬印度，然而查謨-克什米爾土邦的歸屬問題卻引發了第一次印巴戰争，兩國在之後亦爆發過多次印巴戰争。巴基斯坦的領土被分為東西兩部份，國家狀況並不安定。這種狀況一直持續到孟加拉獨立戰争和第三次印巴戰争，東巴基斯坦獨立為孟加拉國。1974年，印度進行了核試驗。巴基斯坦也與其對抗在1998年進行了核試驗。兩國的對立不僅是南亞地區，也是世界性國際政治的不穩定因素。时至今日，两国经常在印巴边境爆发武装冲突。
也有觀點認為，印度是世俗主義國家，相反巴基斯坦規定伊斯蘭教是國教，兩國的國家理念在根本上完全不同是對立的起因。

### 引用
1. ↑  Alastair Lamb, Kashmir: A Disputed Legacy, 1846-1990, Roxford Books 1991, ISBN 978-0-907129-06-6
2. ↑  Revised Statute from The UK Statute Law Database: Indian Independence Act 1947 (c.30) （页面存档备份，存于） at opsi.gov.uk
3. 1 2  .   [2012-04-14]. （原始内容存档于2013-08-17）.
4. ↑  Jalal, Ayesha Jalal. . Cambridge University Press. 1985.
5. ↑  Richard Symonds, 1950, The Making of Pakistan, London, OCLC 245793264, p 74
6. ↑  The Kashmiri Pandits: An Ethnic Cleansing the World Forgot （页面存档备份，存于）,South Asia Terrorism Portal
7. ↑  .   [2012-04-14]. （原始内容存档于2013-06-06）.

## 更多信息
- . Souvik Ray. India Times. 30 July 2015.